# 陈勇 (微流技术专家)
陈勇，中华人民共和国教育部长江学者讲座教授，法国巴黎高等师范学院化学系教授，武汉大学、北京邮电大学客座教授，主要从事微流控技术、生物检测及再生医学等方面的研究工作。